# Bernard (Fußballspieler)
Bernard, mit vollem Namen Bernard Anício Caldeira Duarte (* 8. September 1992 in Belo Horizonte), ist ein brasilianischer Fußballspieler.

## Karriere

### Verein
Bernard verbrachte den größten Teil seiner Jugendlaufbahn beim Comercial EC do Barreiro in seiner Heimatstadt, wo er von 1997 bis 2006 spielte. Danach ging er zum brasilianischen Spitzenklub Atlético Mineiro, wo er zunächst in den Jugendmannschaften aktiv war und 2010 in das Profiteam geholt wurde. Im selben Jahr wurde er zu Democrata FC ausgeliehen und war dort ein sehr erfolgreicher Torschütze. In 16 Einsätzen bei der Staatsmeisterschaft erzielte er 14 Tore. Nach seiner Rückkehr zu seinem alten Verein kam er mit 18 Jahren erstmals am 21. Mai 2011 für seinen Stammverein zum Einsatz.
In seiner ersten Saison, die Mineiro auf dem 15. Tabellenrang abschloss, kam er 23-mal zum Einsatz und wurde Stammspieler. Sein erstes Tor in der Série A schoss Bernard am 23. Juni 2012. In der 2012er-Saison schaffte er endgültig den Aufstieg zum Leistungsträger. In 36 Partien erzielte der Mittelfeldspieler elf Tore und war an 12 weiteren direkt beteiligt. Am Ende der Spielzeit wurde der Verein Vize-Meister und Bernard wurde beim Prêmio Craque do Brasileirão als Newcomer des Jahres ausgezeichnet.
Am 14. Februar 2013 gab er bei einem 2:1-Sieg gegen den FC São Paulo sein Debüt bei der Copa Libertadores. Am 27. Februar erzielte er bei einem 5:2-Erfolg gegen Arsenal de Sarandí drei Tore. Nach Erfolgen in der K.O.-Phase gewann das Team den Pokal am 25. Juli 2013 im Elfmeterschießen gegen den Club Olimpia aus Paraguay.
Im Sommer 2013 waren mehrere europäische Vereine an Bernard interessiert, unter anderem der FC Arsenal und Tottenham Hotspur. Aus finanziellen Gründen scheiterte ein Wechsel jedoch, sodass er zum ukrainischen Spitzenklub Schachtar Donezk transferiert wurde. Dieser gab die Verpflichtung am 8. August 2013 bekannt und zahlte eine Ablösesumme von 25 Millionen Euro. Er erhielt dort einen Fünfjahresvertrag und das Trikot mit der Rückennummer 10. Sein Pflichtspieldebüt für den Verein gab er am 31. August 2013 bei einem Ligaspiel gegen Metalist Charkiw. Am 26. Oktober 2013 erzielte er bei einem 4:0-Sieg gegen Sorja Luhansk sein erstes Tor für seinen neuen Arbeitgeber. In seiner ersten Saison in der Ukraine, die durch die unruhige politische Lage geprägt war, konnte die Mannschaft im Mai 2014 ihren fünften Meistertitel in Serie feiern. Für Bernard war es dagegen die erste Meisterschaft seiner Karriere.

### Nationalmannschaft
Am 22. November 2012 stand er gegen Argentinien erstmals im Kader eines A-Länderspiels und wurde kurz vor Schluss für Lucas eingewechselt. Im Jahr darauf nominierte Trainer Scolari ihn für den Confederations Cup im eigenen Land. Dort kam er am 22. Juni 2013 gegen Italien zu seinem Pflichtspieldebüt für die Seleção. Am 1. Juli gewann das Team durch einen 3:0-Sieg gegen Spanien das Turnier. Dabei war Bernard insgesamt auf zwei Einsätze gekommen. Auch nach dem Turnier gehörte er weiter zum festen Kreis der Nationalmannschaft. Am 17. November 2013 erzielte er in einem Freundschaftsspiel gegen Honduras seinen ersten Treffer für die Mannschaft.
Von Scolari wurde er Anfang Mai 2014 für die anstehende Weltmeisterschaft im eigenen Land nominiert. Er debütierte nach einer Einwechslung im ersten Gruppenspiel gegen Kroatien und kam im Turnierverlauf dreimal zum Einsatz; so auch bei der – als Mineiraço in die Fußballgeschichte eingegangenen – 1:7-Halbfinalniederlage gegen Deutschland, als er Superstar Neymar vertrat.

## Spielweise

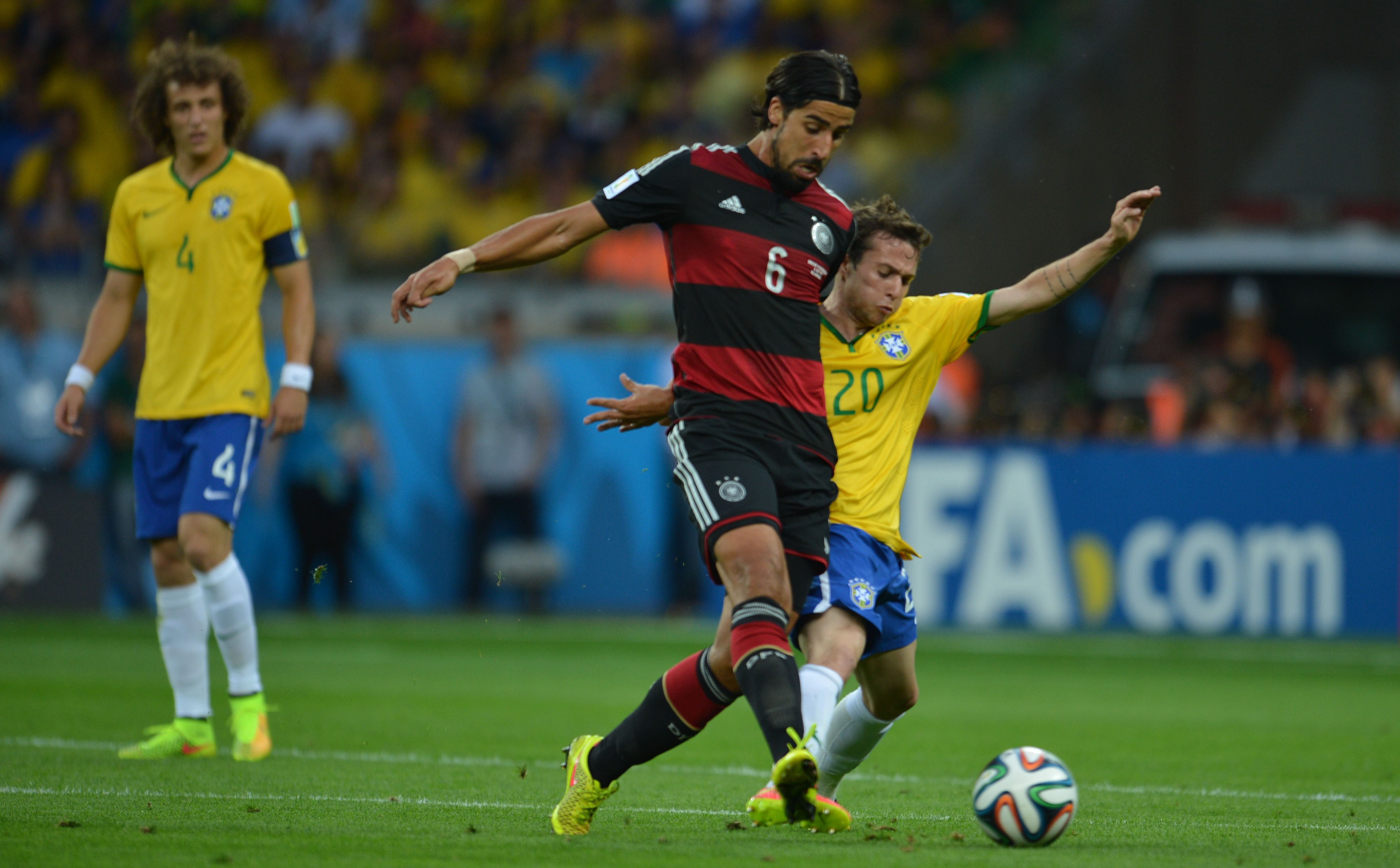
Bernard (rechts) bei der WM 2014 im Duell mit Sami Khedira

Bernard gilt als hervorragender Techniker, dem aufgrund seiner kleinen Körpergröße allerdings die physischen Möglichkeiten fehlen könnten, um sich in Europa durchzusetzen. Stärken Bernards liegen vor allem im Spiel mit viel Tempo. Offensiv kann er verschiedene Positionen bekleiden, zum Beispiel auf den Flügeln oder zentral hinter der Spitze. Der ehemalige Weltfußballer Ronaldinho, von 2012 bis 2013 sein Teamkollege bei Mineiro, sagte über ihn: „Er ist ein großes Talent. Es ist toll, den Moment mitzuerleben, wenn ein Star geboren wird. Ich freue mich und ich hoffe, er macht noch viele, viele Jahre so weiter.“

## Erfolge
Nationalmannschaft
- Confederations-Cup: 2013

Atlético Mineiro
- Staatsmeisterschaft von Minas Gerais: 2012, 2013
- Copa Libertadores: 2013

Schachtar Donezk
- Ukrainische Meisterschaft: 2014, 2017, 2018
- Ukrainischer Supercup: 2014, 2015, 2017
- Ukrainischer Pokal: 2016, 2017

Panathinaikos Athen
- Griechischer Pokal: 2024

Auszeichnungen
- Brasiliens Newcomer des Jahres: 2012